# Жизнь за жизнь (фильм, 1916)
«Жизнь за жизнь» — художественный фильм, поставленный в 1916 году режиссёром Евгением Бауэром по роману Жоржа Онэ «Серж Панин»; второе название фильма — «За каждую слезу по капле крови», другое название — «Сёстры-соперницы».

## Сюжет

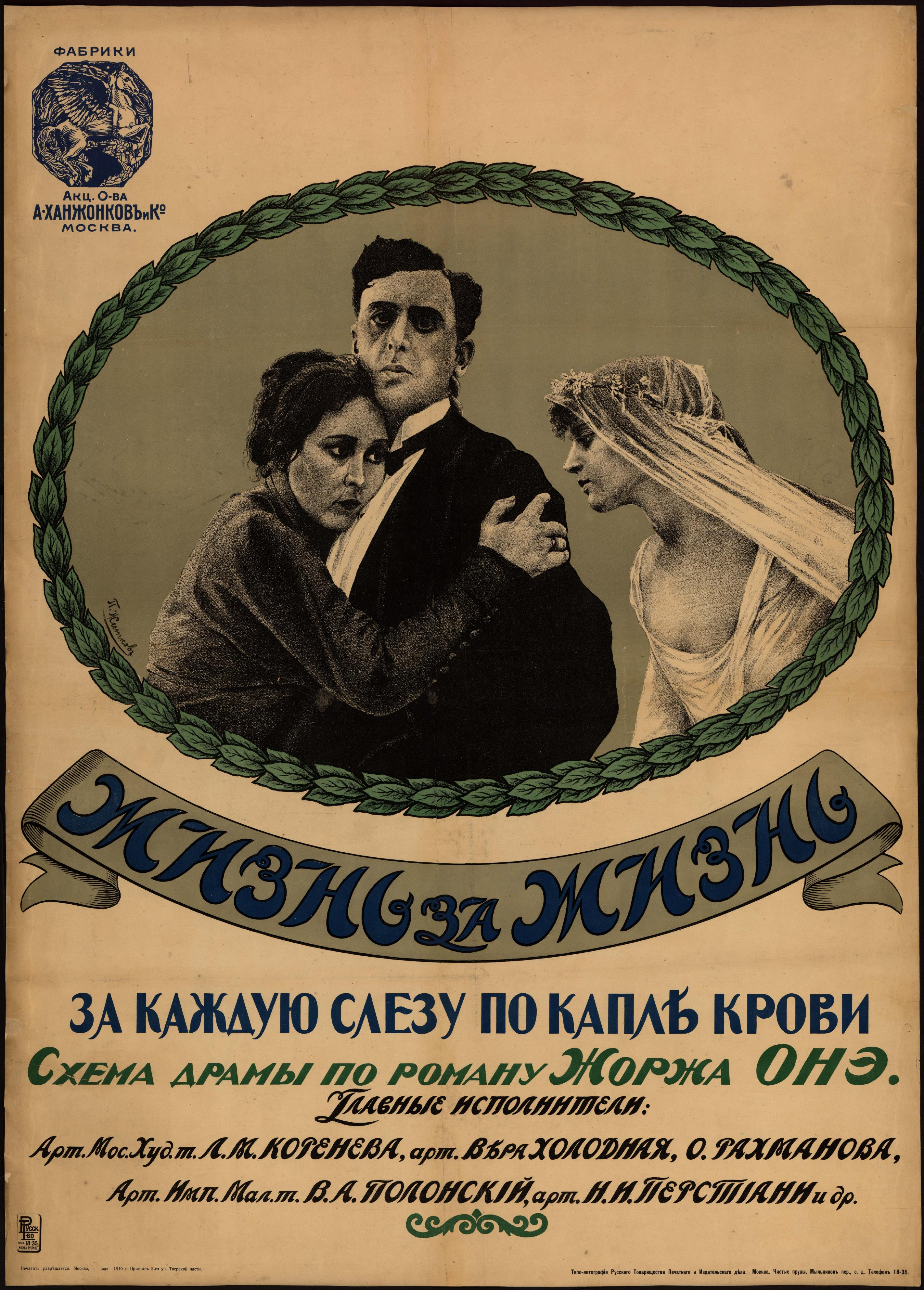
Афиша фильма «Жизнь за жизнь», 1916 г.

Овдовевшая миллионерша Хромова всю свою любовь отдаёт дочерям: родной Мусе и приёмной Нате. Обе дочки влюблены во влиятельного князя Бартинского, светского щёголя и мота. Князь отвечает взаимностью Нате, но узнав, что за неё положено небольшое приданое, женится на Мусе. Ната же выходит замуж за приятеля князя, коммерсанта Журова, но всё-таки любит Бартинского. Влюблённые забывают о предосторожностях, об их отношениях могут узнать в обществе. Хромова предлагает князю застрелиться, но, получив отказ, убивает его сама.

## В ролях
- Ольга Рахманова — миллионерша Хромова
- Лидия Коренева — Муся
- Вера Холодная — Ната
- Витольд Полонский — князь Бартинский
- Иван Перестиани — коммерсант Журов

## Художественные особенности
Иван Перестиани о фильме:

Пространства, колонны, тюль, меха, парча, кружева, цветы — вот элементы композиции Бауэра. Артистки раздвигали тюлевые драпри, появлялись в цветах, кружевах и мехах, скользили между колоннадами, сидели на сверкающих парчой диванах и обольщали коварных и простодушных мужчин.
— «Всеобщая история кино» Жорж Садуль. Том 3 — Иван Перестиани
Владимир Гардин о фильме:

Фантастические декорации могли гармонировать только с такими же, как они, далекими от действительности, приятными для глаза, не утомляющими внимания образами. И Евгений Францевич подбирал «актеров» к своим стройным колоннам, аристократическим гостиным, роскошным будуарам. Он не ждал от актера острых переживаний, ярко выраженных эмоций. Он убирал все, что могло исказить красоту кинозрелища.
— «Всеобщая история кино» Жорж Садуль. Том 3 — Владимир Гардин
Ромил Соболев в своей книге спустя 45 лет после создания фильма оценил его как шедевр:

... со всех сторон — изобразительной, режиссёрской, операторской — этот фильм являлся для своего времени шедевром. Мастерство оператора и режиссёра изумляет и сейчас. Очень чёткое поэпизодное построение действия, законченная композиция каждого кадра, глубинное построение мизансцен, подчёркнутые перспективами декорации, превосходное освещение — всё это не может не поражать, когда вспоминаешь, что картина создана весной 1916 года....   
— «Люди и фильмы русского дореволюционного кино» — Ромил Соболев
Историк кинематографа C. Гинзбург отмечал, что  «картине „Жизнь за жизнь“(1916) можно обнаружить мастерское владение монтажом: не только каждый эпизод картины был построен монтажно, но и многие монтажные фразы отвечали тем требованиям, которые предъявлял к кинематографическому синтаксису зрелый немой кинематограф 20-х годов».
Нея Зоркая о фильме:

... непревзойдённым мастером Евгений Бауэр был в павильонных съемках. Поистине виртуозно, как никто при его жизни и долго после него, он владел глубинной мизансценой, помещая действие и на самых дальних планах, буквально «на пороге видимости» — таковы массовые композиции в сцене двойной свадьбы в фильме «Жизнь за жизнь» — одном из его постановочных шедевров... В той же «Жизни за жизнь» он создал симфонию белого тюля, флердоранжа и атласа в свадебных нарядах двух невест — красавиц Веры Холодной и Лидии Кореневой, чёрных фраков, пиршественных столов и вихрей вальса на втором и дальних планах.   
— «История советского кино» — Нея Зоркая